# Kirkjuhóll (kulle i Island, lat 64,01, long -20,40)
Kirkjuhóll är en kulle i republiken Island. Den ligger i regionen Suðurland, 70 km öster om huvudstaden Reykjavík. Toppen på Kirkjuhóll är 105 meter över havet.
Trakten runt Kirkjuhóll är nära nog obefolkad, med mindre än två invånare per kvadratkilometer. Närmaste större samhälle är Hella, omkring 19 kilometer söder om Kirkjuhóll. Trakten runt Kirkjuhóll består i huvudsak av gräsmarker.